# Oblastní nemocnice Kladno
Oblastní nemocnice Kladno je největší zdravotnické zařízení v Kladně. Její součástí je také Niederleho pavilon — nejstarší budova nemocnice postavená již v letech 1902–1903 (kulturní památka, nazvaná po prvním řediteli, nyní pavilon E ve kterém sídlí také ředitelství).

## Historie
Dne 29. srpna 2008 zde byl zprovozněný babybox.
Dne 1. února 2021 bylo v pavilonu V (budova bývalého plicního oddělení) zřízeno Očkovací centrum Středočeského kraje proti onemocnění covid-19.

## Budovy
- Niederleho pavilon, postavený v letech 1902–1903
- kaple sv. Kříže
- pavilony A–D přistavěné později
- Centrum Akutní Medicíny, nejmodernější část nemocnice
- pavilon V, bývalé oddělení plicní onkologie, v období od února 2021 do března 2022 zde fungovalo Očkovací centrum proti covidu-19

## Lékaři
- Jaroslav Hruška (pseud. H. Uden; 1847–1930), český lékař a starosta města, zasadil se o stavbu nemocnice, přítel Bohuslava Niederleho; pamětní deska
- Jaromír Jiroutek (1901–1971), první dětský lékař v Kladně, zakladatel a primář dětského oddělení kladenské nemocnice; pamětní deska
- Vladimír Lemon (1923–2012), kladenský chirurg, anesteziolog a pedagog
- Bohuslav Niederle (1873–1963), chirurg, primář a první ředitel kladenské nemocnice; Niederleho vila vedle budovy soudu
- Kateřina Pancová (provdaná Kottová; * 1970), lékařka, politička a bývalá ředitelka nemocnice
- milosrdné sestry sv. Karla Boromejského; sestra představená Cyrila Macková

## Galerie

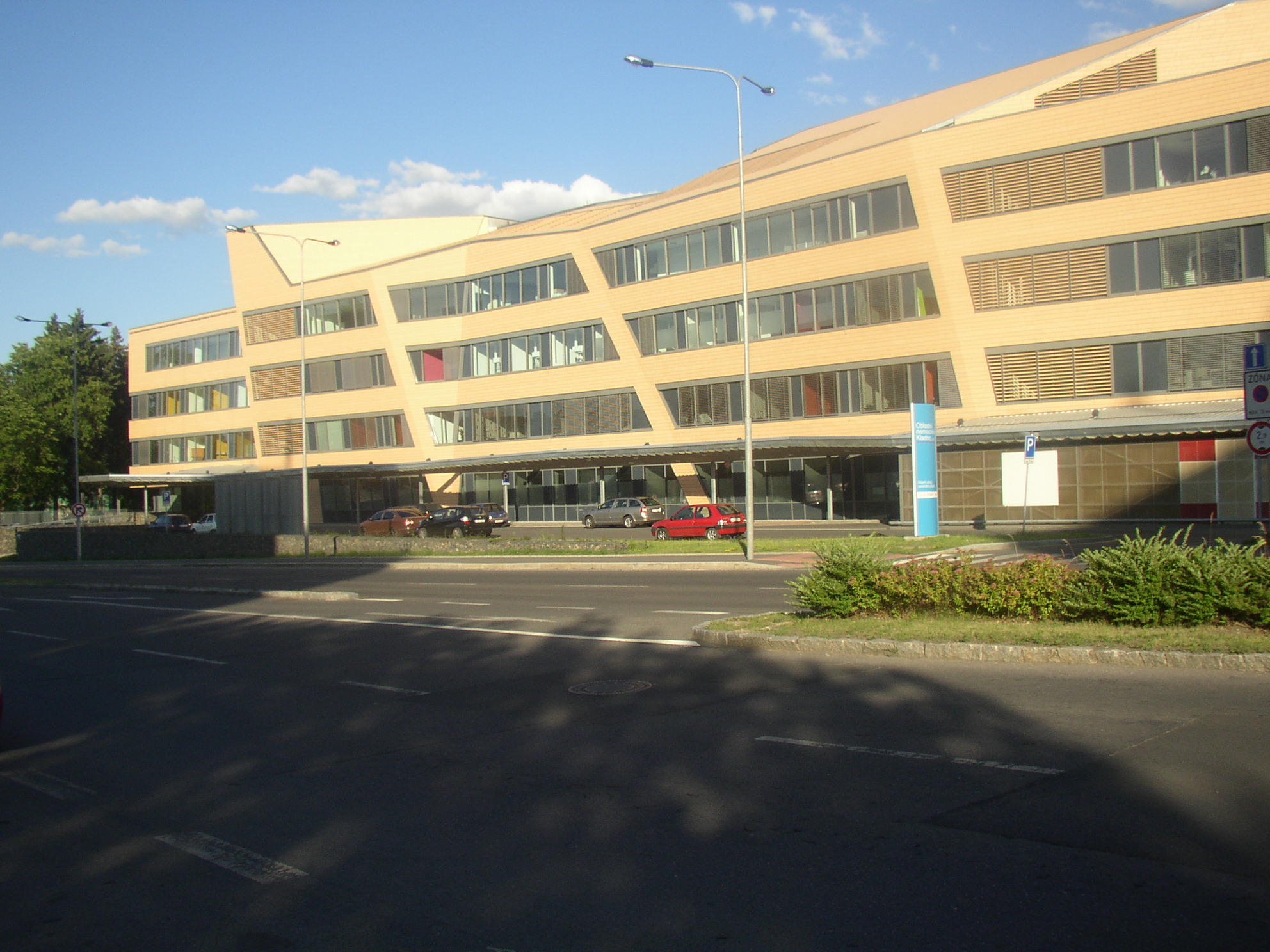
Centrum akutní medicíny
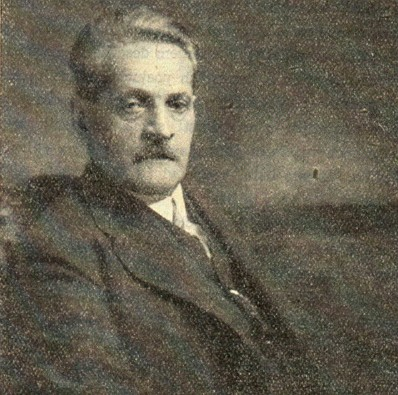
První ředitel Bohuslav Niederle
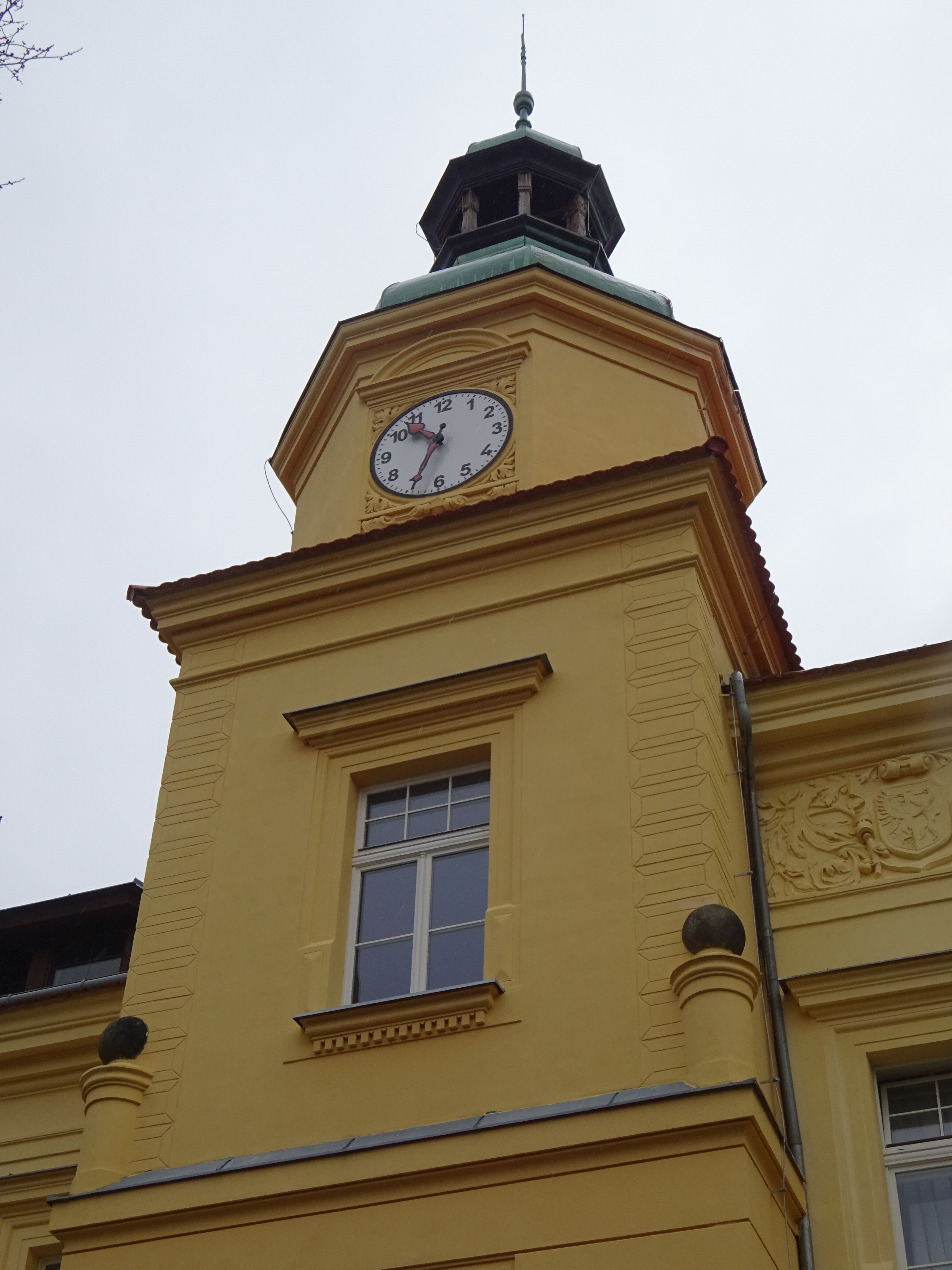
Věž s hodinami v Niederleho pavilonu
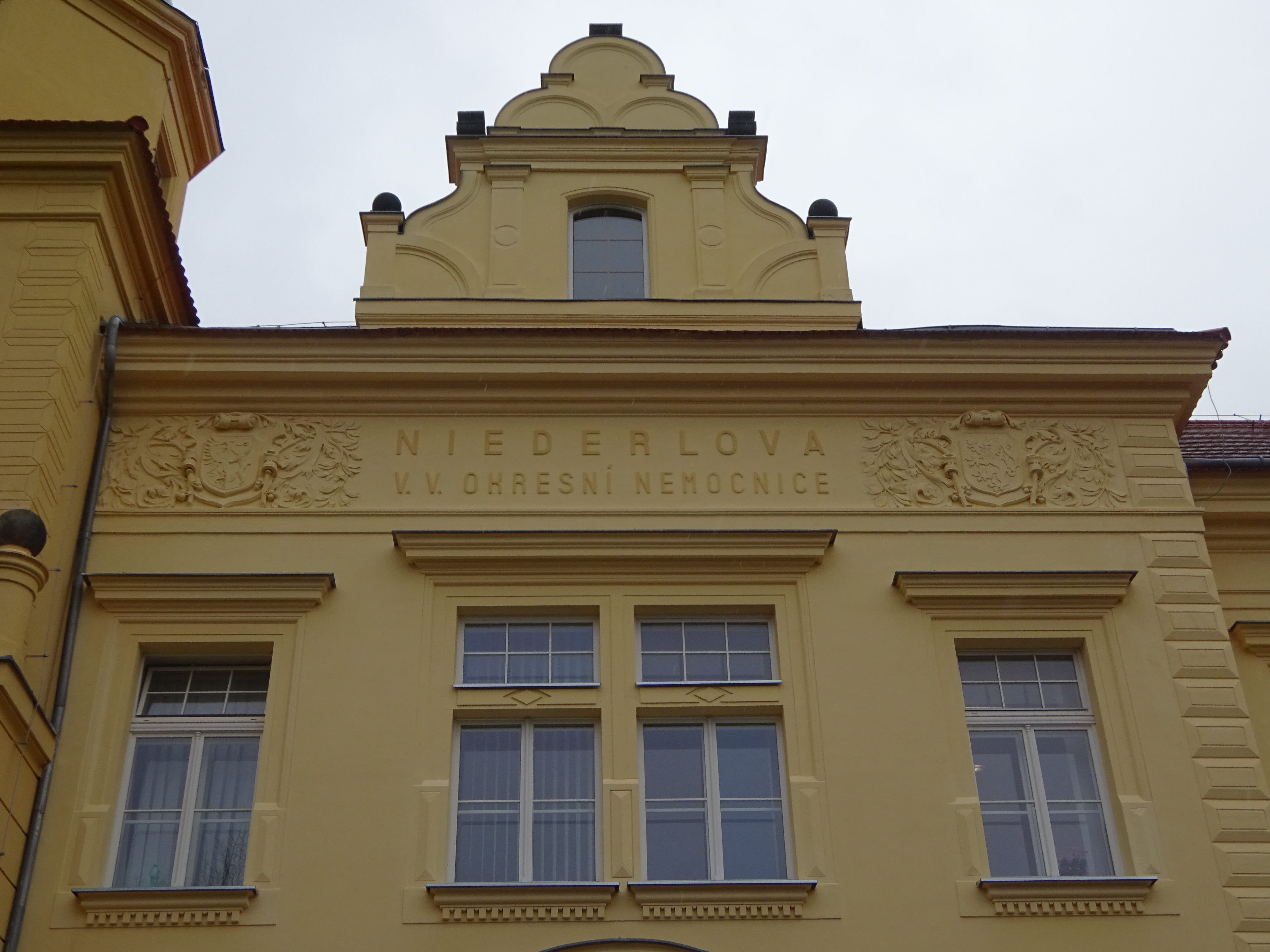
Nápis nad vstupem do Niederleho pavilonu
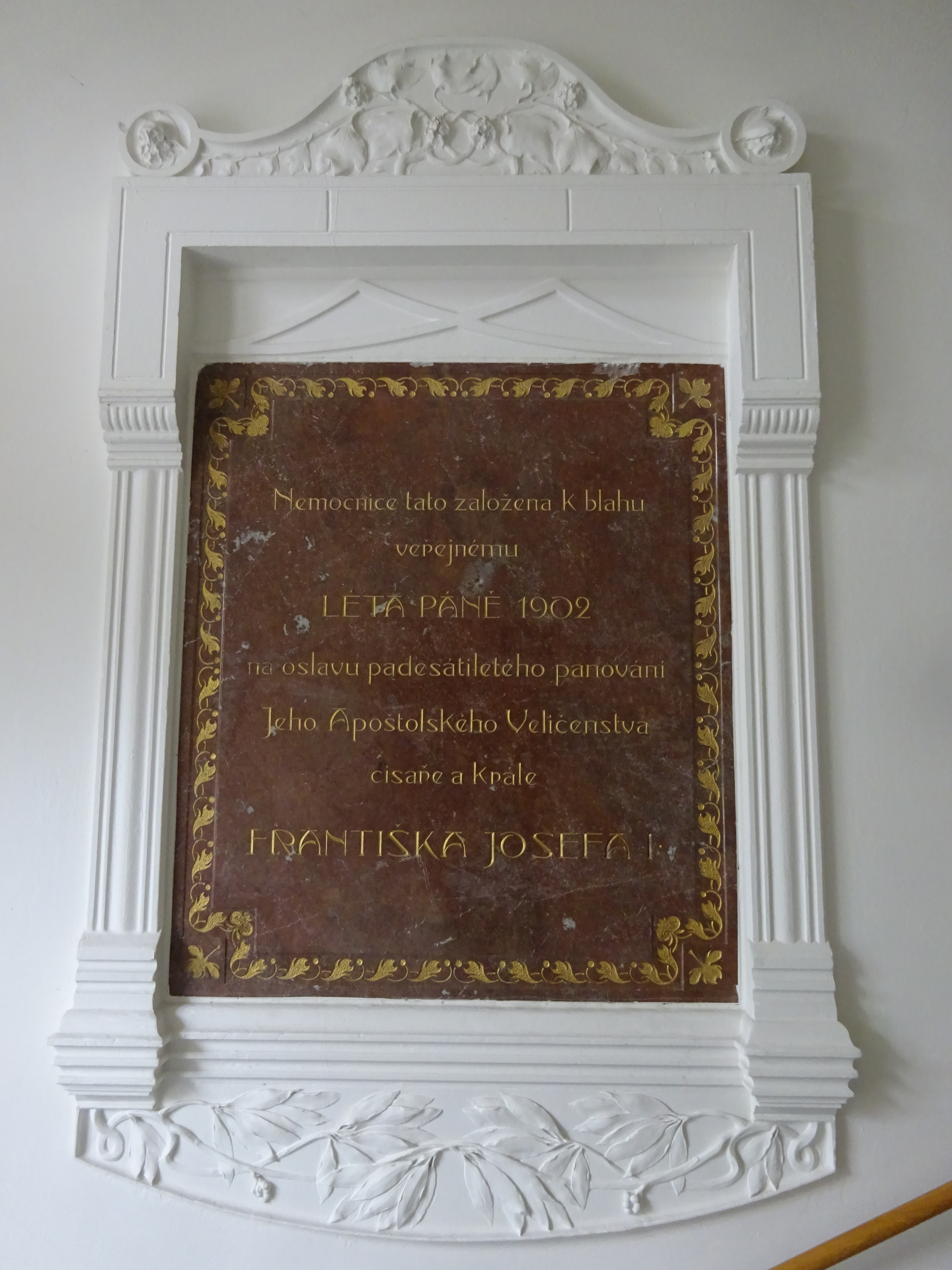
Pamětní deska otevření nemocnice v roce 1902 ve vstupu do Niederlova pavilonu
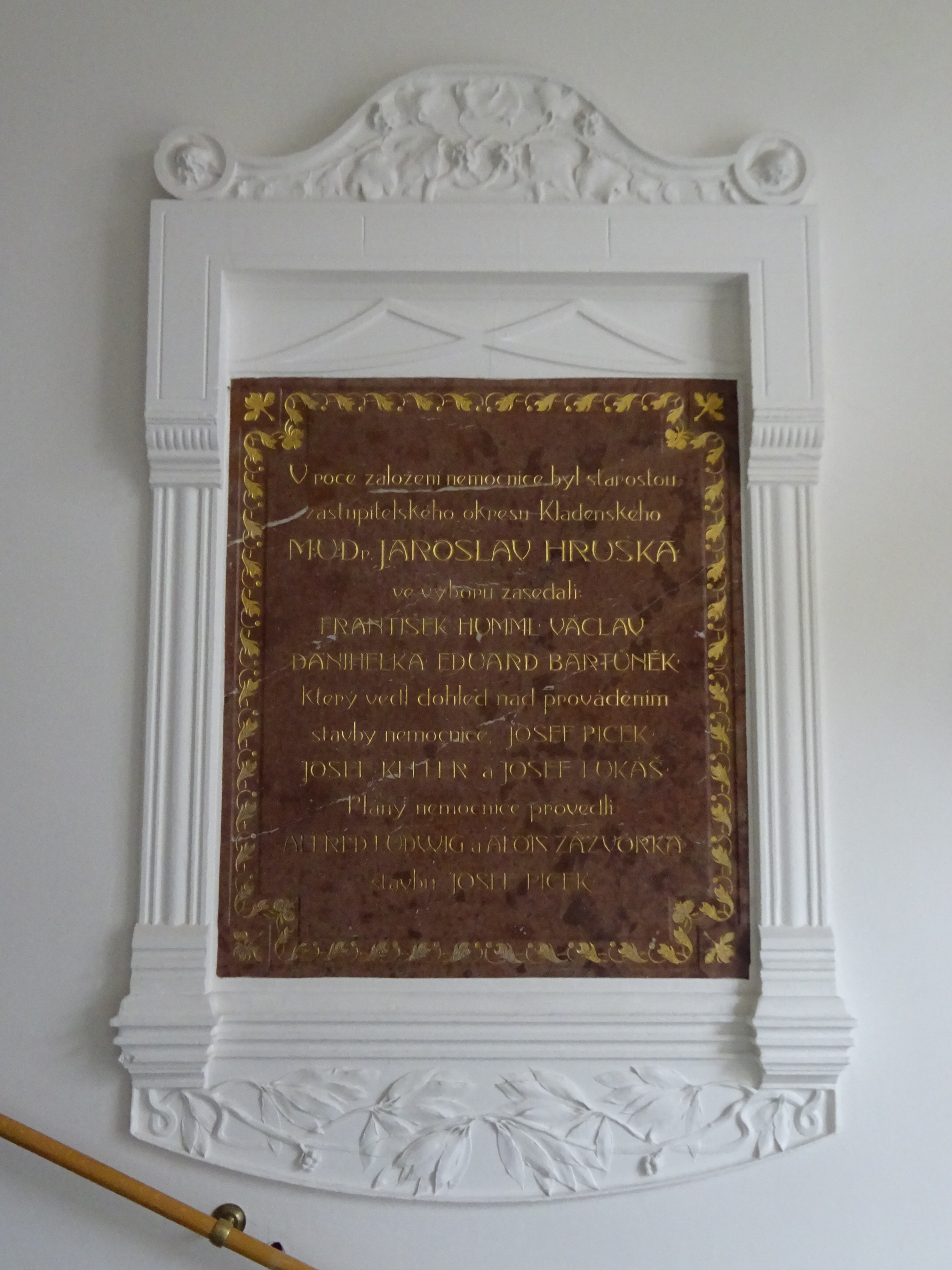
Pamětní deska otevření nemocnice v roce 1902 ve vstupu do Niederlova pavilonu